# Regierung Van den Brande II
Die Regierung Van den Brande II war die sechste flämische Regierung. Sie amtierte vom 30. Januar 1992 bis zum 20. Oktober 1992. Die Christliche Volkspartei (CVP) stellte den Vorsitzenden der Exekutive und leitete vier Ministerien, die Sozialistischen Partei (SP) stellte den stellvertretenden Vorsitzenden der Exekutive und leitete drei Ministerien, die Volksunion (VU) erhielt ein Ressort.
Die Wahlen am 24. November 1991 führten zu Verlusten der CVP und starken Gewinnen des rechtsextremen Vlaams Blok (VB). Die geltende Regelung sah vor, dass die flämische Regierung proportional zur Stärke der Parteien im flämischen Rat zu besetzen sei. Die Partei für Freiheit und Fortschritt (PVV), die Volksunion (VU) und der Vlaams Blok lehnten eine Regierungsbeteiligung ab. Die Regierung Geens IV trat am 7. Januar 1992 zurück, am 21. Januar wurde die neue CVP-SP-Regierung unter Leitung von Luc Van den Brande vom flämischen Rat gewählt. Nachdem die Volksunion einwilligte, der Regierung beizutreten, wurde am 30. Januar Johan Sauwens (VU) als Minister vereidigt, damit begann die Regierung Van den Brande II. Am 20. Oktober lief die Regelung der Regierungszusammensetzung proportional zu den Parlamentsstimmen ab. Die Regierung trat zurück, um eine neue Regierung nach dem Mehrheitsprinzip zu ermöglichen.

## Zusammensetzung
| Amt | Name                      | Partei | Beginn der Amtszeit | Ende der Amtszeit |
| --- | ------------------------- | ------ | ------------------- | ----------------- |
| Vorsitzender der Exekutive und Gemeinschaftsminister für Wirtschaft, kleine und mittlere Unternehmen, Wissenschaft, Energie und Außenbeziehungen | Luc Van den Brande        | CVP    | 30. Januar 1992     | 20. Oktober 1992  |
| stellvertretender Vorsitzender der Exekutive und Gemeinschaftsminister für Umwelt, Wohnungen                                                     | Norbert De Batselier      | SP     | 30. Januar 1992     | 20. Oktober 1992  |
| Gemeinschaftsminister für öffentliche Arbeiten, Verkehr, Raumordnung und innere Angelegenheiten                                                  | Theo Kelchtermans         | CVP    | 30. Januar 1992     | 20. Oktober 1992  |
| Gemeinschaftsminister für Kultur und Brüsseler Angelegenheiten                                                                                   | Hugo Weckx                | CVP    | 30. Januar 1992     | 20. Oktober 1992  |
| Gemeinschaftsminister für Bildung und den Öffentlichen Dienst                                                                                    | Luc Van den Bossche       | SP     | 30. Januar 1992     | 20. Oktober 1992  |
| Gemeinschaftsminister für Kommunikation, Außenhandel und institutionelle Reformen                                                                | Johan Sauwens             | VU     | 30. Januar 1992     | 20. Oktober 1992  |
| Gemeinschaftsministerin für Arbeit und Soziales                                                                                                  | Leona Detiège             | SP     | 30. Januar 1992     | 20. Oktober 1992  |
| Gemeinschaftsministerin für Finanzen und Haushalt, Gesundheit, Sozialfürsorge und Familien                                                       | Wivina Demeester-De Meyer | CVP    | 30. Januar 1992     | 20. Oktober 1992  |